# Lech Solarz
Lech Edward Solarz (ur. 1937, zm. 10 października 2017) – polski specjalista w dziedzinie mechaniki stosowanej, profesor zwyczajny Wojskowej Akademii Technicznej im. Jarosława Dąbrowskiego w Warszawie (WAT), pułkownik WP w stanie spoczynku.

## Życiorys
W 1959 uzyskał tytuł magistra inżyniera w ramach Fakultetu Wojsk Lotniczych na WAT. W 1966 otrzymał stopień doktora nauk technicznych, zaś w 1991 stopień doktora habilitowanego. W 2004 uzyskał tytuł profesora nauk technicznych w dziedzinie mechanika stosowana. Był wieloletnim wykładowcą WAT. Specjalizował się między innymi w modelowaniu zjawisk w ośrodkach ciągłych oraz w badaniu drgań mechanicznych. Był autorem i współautorem licznych publikacji naukowych.